# 拉莫爾峰
拉莫爾峰（德語：Ramolkogel）是奧地利的山峰，位於該國西部，由蒂羅爾州負責管轄，屬於奥特莱斯山的一部分，海拔高度3,550米，人類在1862年7月16日首次登頂。